# Tatosoma inclinataria
Tatosoma inclinataria là một loài bướm đêm trong họ Geometridae.